# Petrogale
Petrogale é um gênero marsupial da família Macropodidae.

## Espécies
- Petrogale assimilis Ramsay, 1877
- Petrogale brachyotis (Gould, 1841)
- Petrogale burbidgei Kitchener e Sanson, 1978
- Petrogale coenensis Elridge e Close, 1992
- Petrogale concinna Gould, 1842
- Petrogale godmani Thomas, 1923
- Petrogale herberti Thomas, 1926
- Petrogale inornata Gould, 1842
- Petrogale lateralis Gould, 1842
- Petrogale mareeba Elridge e Close, 1992
- Petrogale penicillata (Gray, 1827)
- Petrogale persephone Maynes, 1982
- Petrogale purpureicollis Le Souef, 1924
- Petrogale rothschildi Thomas, 1904
- Petrogale sharmani Elridge e Close, 1992
- Petrogale xanthopus Gray, 1855